# 秧鹤
秧鶴（學名：Aramus guarauna）是鶴形目秧鶴科現存唯一的物種，分布於北美中南部至南美洲南部。
秧鹤是一种长相像秧鸡但骨骼更像鹤的鸟类。主要生活在美洲温暖的湿地里，从佛罗里达到阿根廷都有分布。主要以软体动物如蜗牛为食。